# Slovak Open 2020
Die Slovak Open 2020 im Badminton fanden vom 26. bis zum 29. Februar 2020 in Trenčín statt.

## Sieger und Platzierte
| Disziplin    | Gold                        | Silber                       | Bronze                                  |
| ------------ | --------------------------- | ---------------------------- | --------------------------------------- |
| Herreneinzel | Jan Louda                   | Johnnie Torjussen            | Jonathan Dolan                          |
| Herreneinzel | Jan Louda                   | Johnnie Torjussen            | Karan Rajan Rajarajan                   |
| Dameneinzel  | Lin Jhih-yun                | Vivien Sándorházi            | Huang Yu-hsun                           |
| Dameneinzel  | Lin Jhih-yun                | Vivien Sándorházi            | Hung En-tzu                             |
| Herrendoppel | Lin Shang-kai Tseng Min-hao | Hung Tzu-Wei Lu Ming-che     | Jaromír Janáček Tomáš Švejda            |
| Herrendoppel | Lin Shang-kai Tseng Min-hao | Hung Tzu-Wei Lu Ming-che     | Matěj Hubáček Vít Kulíšek               |
| Damendoppel  | Lee Chia-hsin Lin Jhih-yun  | Hsieh Pei-shan Wu Ti-jung    | Daniella Gonda Ágnes Kőrösi             |
| Damendoppel  | Lee Chia-hsin Lin Jhih-yun  | Hsieh Pei-shan Wu Ti-jung    | Anastassija Prosorowa Valeriya Rudakova |
| Mixed        | Lu Ming-Che Wu Ti-jung      | Tseng Min-hao Hsieh Pei-shan | Miha Ivančič Petra Polanc               |
| Mixed        | Lu Ming-Che Wu Ti-jung      | Tseng Min-hao Hsieh Pei-shan | Lin Shang-kai Huang Yu-hsun             |